# تاريخ حرب الثلاثين عاما

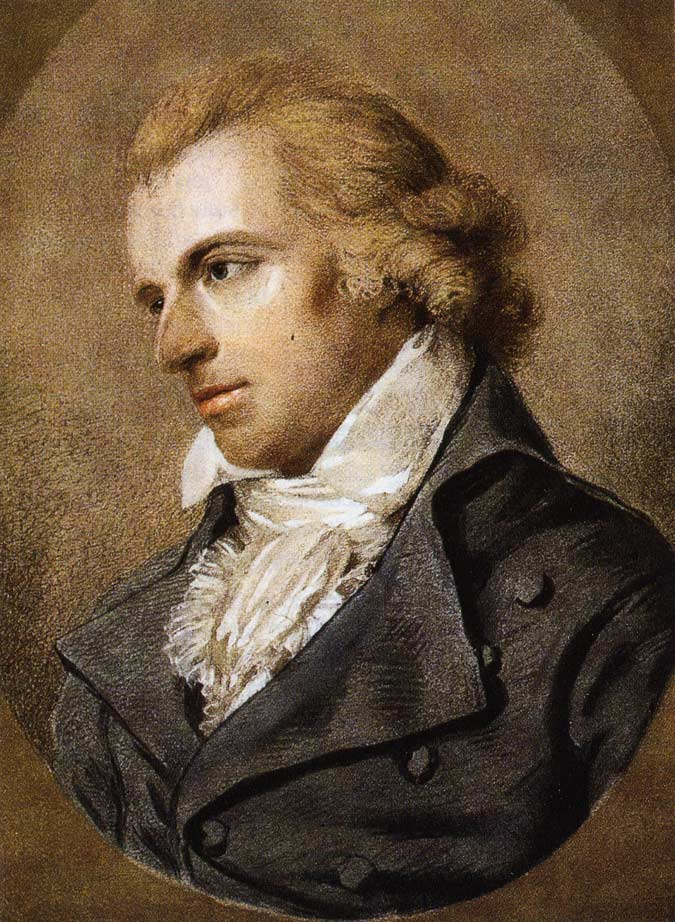
فريدرش شيلر

تاريخ حرب الثلاثين عاماً (بالألمانية: Geschichte des Dreissigjährigen Krieges) أهم وأوسع البحوث التاريخية للكاتب الألماني فريدرش شيلر (1759-1805)، ظهر في الفترة من 1791 حتى عام 1793، ثم نُشرت أجزاؤه الثلاثة بصيغتها النهائية في عام 1802، وهذا البحث هو ما أدى إلى اهتمام شيلر بشخصية فالنشتاين التاريخية، من أمثلة ذلك مسرحيته «فالنشتاين» (Wallenstein).

## وصلات خارجية
| - تاريخ حرب الثلاثين عاماً، على الفهرس العالمي. - تاريخ حرب الثلاثين عاماً، على أرشيف الإنترنت. - تاريخ حرب الثلاثين عاماً، على مشروع جوتنبرج الألماني. | - تاريخ حرب الثلاثين عاماً، على موقع أمازون. - تاريخ حرب الثلاثين عاماً، على كتب جوجل. - تاريخ حرب الثلاثين عاماً، على مكتبة جامعة هارفارد. |  |